# Todrosy
Todrosy – dawniej samodzielna wieś na Białorusi, w obwodzie grodzieńskim, w rejonie wołkowyskim, w sielsowiecie Podorosk, obecnie niestandaryzowana część wsi Siedzielniki.
Obecnie Todrosy stanowią zasadniczą (wiejską) część wsi Siedzielniki, natomiast historyczne miejscowości majątek ziemski Siedzielniki i wieś Cerkiewne Siedzielniki leżały na północ od Todrosów i były od nich znacznie mniejsze. Obecnie wszystkie trzy wsie stanowią jedną wieś, Siedzielniki, a nazwa Todrosy wyszła z użycia.

## Historia
W dwudziestoleciu międzywojennym miejscowość leżała w Polsce, w województwie białostockim, w powiecie wołkowyskim, w gminie Podorosk. 16 października 1933 utworzyła gromadę Todrosy w gminie Podorosk, obejmującą wieś Todrosy, osadę cerkiewną Sedelniki, folwark Sedelniki, osadę Sedelniki, wieś Hirycze i wieś Zalesiany. Po II wojnie światowej weszła w struktury ZSRR.